# Marie Brûlart
María Brûlart de La Borde, duquesa de Luynes (1684-Versalles, 11 de septiembre de 1763), fue una cortesana francesa, además de amiga y confidente de la consorte de Luis XV, María Leszczyńska, con quien permaneció en Versalles casi treinta años (1735-1763).

## Biografía
Marie Brûlart fue hija de Nicolas Brûlart, marqués de La Borde, y de Marie Bouthillier. Contrajo matrimonio en 1704 con Louis Joseph de Béthune, marqués de Chârost (1681-1709), quien murió luchando contra las fuerzas inglesas del duque de Marlborough en la batalla de Malplaquet cuatro días después del nacimiento de su única hija: María Teresa de Béthune-Chârost (1709-1716). Tras enviudar, María contrajo matrimonio en 1732 con Carlos Felipe de Albert de Luynes (1695-1758), IV duque de Luynes.
El 18 de octubre de 1735, Marie fue asignada como dama de honor de la reina, sucediendo a Catherine-Charlotte de Boufflers. El tener una relación previa con un oficial de la corte constituía un requisito indispensable para convertirse en miembro de la misma, requisito que Marie cumplía por ser cuñada de la duquesa de Béthune, quien había sido una de las doce damas del palacio asignadas a la reina en 1725. El puesto de dama de honor ocupaba formalmente el segundo rango entre las damas de la reina tras la superintendente, si bien dicho rango ascendió al primer puesto al quedar el cargo de superintendente vacante a partir de 1741, lo que convirtió a María en la principal dama de honor así como en la responsable del resto de damas de la reina, rango que ostentaría hasta su muerte.
María fue amiga íntima y confidente de la reina, siendo descrita como una de sus favoritas junto con la duquesa de Mazarin y, tras la muerte de ésta en 1742, la duquesa de Villars. Formó parte, así mismo, del círculo íntimo de la reina, con el cual se retiraba a sus apartamentos tras haber cumplido esta última con sus deberes ceremoniales, formando parte de este grupo, entre otros, el grand almoner el cardenal de Luynes, el duque Charles Philippe d'Albert de Luynes, el presidente Hénault, su superintendente desde 1753, y el conde de Argensson. Desde 1751, María permitió que sus deberes fuesen asumidos por su hijastra Henriette-Nicole Pignatelli d'Egmont, duquesa de Chevreuse (1719-1782), si bien retuvo su título y su rango, asistiendo a la corte en calidad de amiga de la reina. Cuando de Chevreuse renunció a su puesto en 1761, Marie reasumió sus deberes, con los cuales cumplió hasta su muerte en 1763.
Las memorias escritas por su esposo muestran la vida de la pareja en la corte, aportando así mismo información interesante sobre la familia real y sobre una de las amantes del rey, Madame de Pompadour, por quien al parecer tanto María como su esposo habían llegado con el tiempo a sentir respeto, si bien este hecho no afectó a la amistad y lealtad de Marie hacia la reina. Madame de Luynes murió a los 79 años y fue la madrastra, por su segundo matrimonio, de Carlos María Luis de Albert de Luynes, quinto duque de Chevreuse (1717-1771).